# Falkenburg-Tiergarten
Das Naturschutzgebiet Falkenburg-Tiergarten liegt im Landkreis Südwestpfalz in Rheinland-Pfalz.

## Beschreibung
Das fast 36 ha große Gebiet, das im Jahr 1984 unter Naturschutz gestellt wurde, liegt westlich der Ostsgemeinde Wilgartswiesen in der Verbandsgemeinde Hauenstein und nördlich der Bundesstraße 10. Es erstreckt sich in nordwestlicher Richtung auf einer Länge von etwa einem Kilometer parallel zur Kreisstraße K56.
Auf dem Gebiet befindet sich der 336,9 m ü. NHN hohe Schloßberg mit der Ruine der Falkenburg. Der ehemalige Tiergarten, der dem Gebiet ebenfalls seinen Namen gab, befand sich nördlich des Schloßbergs. Er geht zurück auf den Grafen Hanns Heinrich, der im Jahr 1553 als Inhaber des leiningischen Teils der Falkenburg an dieser Stelle einen Tiergarten für die Jagd anlegen ließ. Im Nordwesten des Naturschutzgebiets entspringt ein Bach, der das Gebiet im Osten verlässt und in Wilgartswiesen in die Queich mündet.

## Schutzzweck
Schutzzweck des Naturschutzgebiets Falkenburg-Tiergarten ist die Erhaltung der Sicherung der naturnahen bis natürlichen, standorttypischen Tier- und Pflanzengemeinschaft des Tiergartens und des Schlossberges. Dazu gehören vor allem die Altholzbestandteile am Nordhang des Schlossberges, die Felsflora am Burgfels sowie Feuchtgebiete und Gewässer des Tiergartens.
Darüber hinaus besitzt das Gebiet eine besondere geowissenschaftliche Bedeutung als Zeugenberg und Woogtal und wird geschützt wegen der Seltenheit und Gefährdung der Lebensgemeinschaften und Lebensstätten sowie wegen der besonderen Eigenart des Landschaftsbildes.